# Mendt (Buchholz)

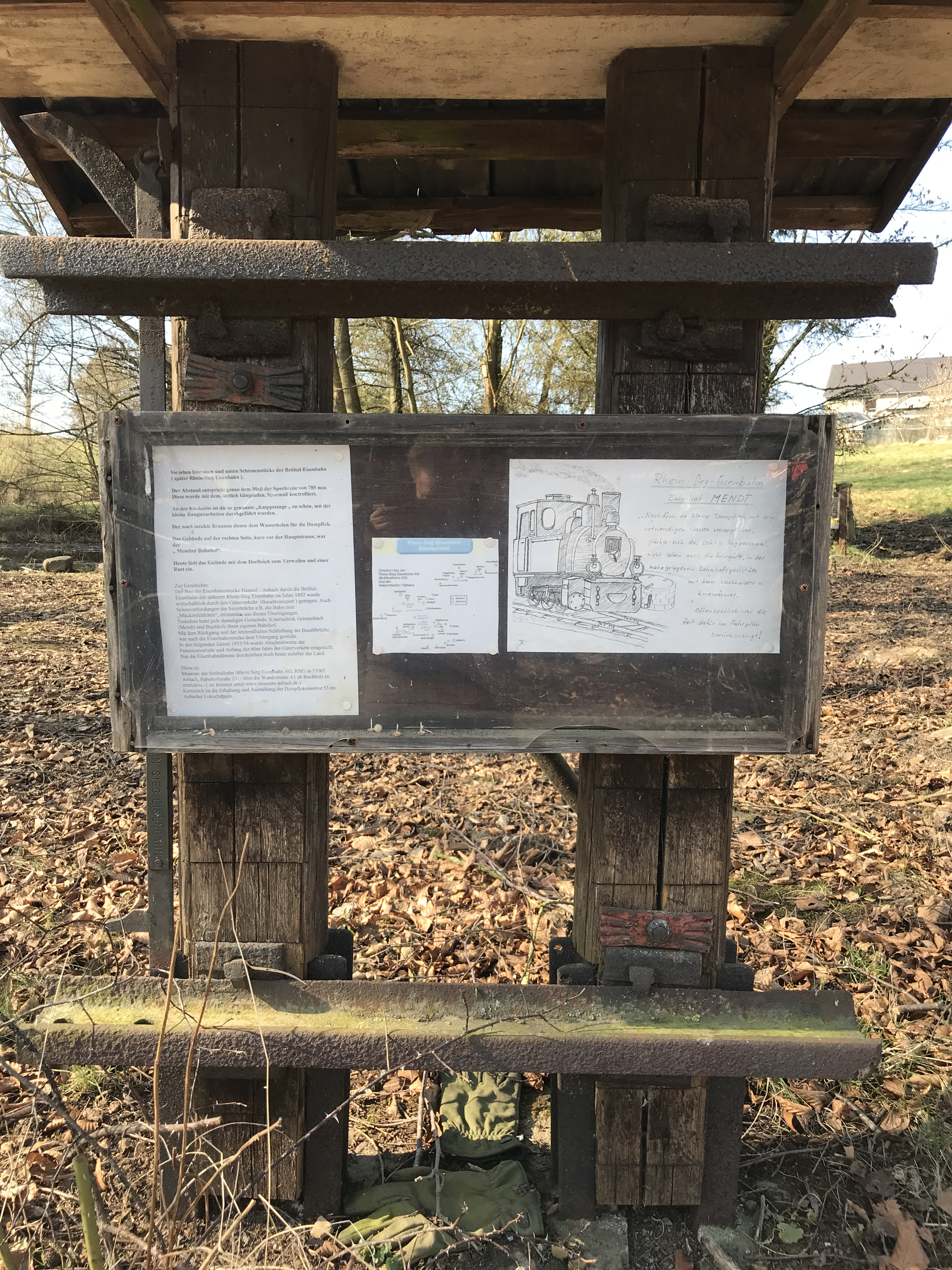
Denkmal Bröltalbahn Bahnhof Mendt.

Mendt ist ein Gemeindeteil der Ortsgemeinde Buchholz (Westerwald) im Landkreis Neuwied in Rheinland-Pfalz. Der Ort gehört der Verbandsgemeinde Asbach an. Bis zum 16. März 1974 war Mendt ein Ortsteil der bis dahin eigenständigen Gemeinde Griesenbach.

## Lage
Mendt liegt im Niederwesterwald, etwa einen Kilometer von der Landesgrenze zu Nordrhein-Westfalen entfernt und elf Kilometer Luftlinie südöstlich der Stadt Hennef (Sieg). Umliegende Ortschaften sind die bereits in Nordrhein-Westfalen liegenden Hennefer Ortsteile Eichholz im Norden und Meisenbach im Nordosten, Irmeroth im Osten, Oberscheid im Süden, Buchholz im Südwesten, Jungeroth im Westen und die wiederum zu Hennef gehörenden Dörfer Wasserheß und Stotterheck im Nordwesten.
In Mendt vereinigen sich der Mendter Bach und der Irmerother Bach zum Hanfbach. Der Ort liegt an der Kreisstraße 58. Nördlich von Mendt an der Bundesstraße 8 liegt der Industriepark Mendt-Nord.

## Geschichte
Mendt gehörte ursprünglich zum Kurfürstentum Köln und kam im Jahr 1803 durch den Reichsdeputationshauptschluss zum Fürstentum Wied-Runkel. Dort blieb Mendt jedoch nur drei Jahre, im Jahr 1806 kam das Dorf durch die in der Rheinbundakte festgehaltenen Beschlüsse zum Herzogtum Nassau. Mendt gehörte zur Honnschaft Griesenbach und wurde durch das nassauische Amt Altenwied verwaltet. Im Jahr 1815 musste das Herzogtum Nassau das Gebiet um Mendt durch die Beschlüsse vom Wiener Kongress an das Königreich Preußen abgetreten werden.
In Preußen gehörte Mendt zum Kreis Neuwied. Im Jahr 1817 schloss sich die Honnschaft Griesenbach mit ihren Ortsteilen der Bürgermeisterei Asbach im Regierungsbezirk Koblenz der Provinz Großherzogtum Niederrhein an. Kurz darauf wurde die Honnschaft Griesenbach in eine Gemeinde umgewandelt. Im Jahr 1820 hatte Mendt 56 Einwohner. Die Provinz Großherzogtum Niederrhein und die Provinz Jülich-Kleve-Berg wurden 1822 zur Rheinprovinz zusammengefasst. Bei der Volkszählung am 1. Dezember 1871 bestand der Ort Mendt aus 16 Gehöften und hatte 102 Einwohner. Ab 1892 gab es in Mendt einen Bahnhof am Streckenabschnitt Hennef–Asbach der Bröltalbahn.
Nach dem Ende des Zweiten Weltkrieges wurde das Gebiet um Mendt Teil der Französischen Besatzungszone, deren Teil der Rheinprovinz im neuen Bundesland Rheinland-Pfalz aufging. Am 1. August 1956 wurde zunächst der Personenverkehr und am 1. Dezember 1956 auch der Güterverkehr auf der Bröltalbahnstrecke eingestellt. Am 16. März 1974 schloss sich die Gemeinde Griesenbach mit der Gemeinde Krautscheid und einem Teil der Gemeinde Elsaff zu der neuen Gemeinde Buchholz (Westerwald) zusammen, zu der Mendt seitdem als Ortsteil gehört.